# サンターガタ・フェルトリア
サンターガタ・フェルトリア（伊: Sant'Agata Feltria）は、イタリア共和国エミリア＝ロマーニャ州リミニ県にある、人口約2,000人の基礎自治体（コムーネ）。
2009年に、マルケ州ペーザロ・エ・ウルビーノ県から移管された。

## 地理

### 位置・広がり
リミニ県のコムーネ。ウルビーノから西北西へ37km、リミニから南西へ37kmの距離にある。

#### 隣接コムーネ
隣接するコムーネは以下の通り。括弧内のARはアレッツォ県、FCはフォルリ＝チェゼーナ県所属を示す。
- バディーア・テダルダ (AR)
- カステルデルチ
- ノヴァフェルトリア
- ペンナビッリ
- サルシナ (FC)
- ソリアーノ・アル・ルビコーネ (FC)
- ヴェルゲレート (FC)

### 気候分類・地震分類
サンターガタ・フェルトリアにおけるイタリアの気候分類 (it) および度日は、zona E, 2563 GGである。
また、イタリアの地震リスク階級 (it) では、zona 2 (sismicità media) に分類される。

## 行政

### 分離集落
以下の分離集落（フラツィオーネ）がある。
- Botticella, Caioletto, Palazzo, Pereto, Petrella Guidi, Poggio Scavolo, Rivolpaio, Rocca Pratiffi, Romagnano, Rosciano, San Donato, Sapigno, Tramonto, Ugrigno, Monte Benedetto, S. Antimo